# Louise Carver
Louise Carver, född 9 juni 1869 i Davenport, Iowa, död 18 juni 1956 i Hollywood, Kalifornien amerikansk skådespelare.

## Filmografi i urval
- 1908 – Macbeth
- 1908 – Romeo och Julia
- 1923 – Scaramouche
- 1933 – Hallelujah I'm a Bum